# ستيف رايدر
ستيف رايدر (بالإنجليزية: Steve Rider) هو معلق رياضي بريطاني، ولد في 28 أبريل 1950 في دارتفورد ‏ في المملكة المتحدة.